# Narta
Narta (stariji nazivi Nard ili Nart) je naselje u Republici Hrvatskoj, u sastavu općine Štefanje, Bjelovarsko-bilogorska županija. Narta je po broju stanovnika najveće naselje unutar općine Štefanje.

## Stanovništvo
Prema popisu stanovništva iz 2001. godine, naselje je imalo 758 stanovnika te 245 obiteljskih kućanstava.
| broj stanovnika | 832   | 854   | 858   | 902   | 888   | 1032  | 1008  | 1028  | 1085  | 1157  | 1115  | 1050  | 879   | 814   | 758   | 677   | 573   |
|                 | 1857. | 1869. | 1880. | 1890. | 1900. | 1910. | 1921. | 1931. | 1948. | 1953. | 1961. | 1971. | 1981. | 1991. | 2001. | 2011. | 2021. |

## Poznate osobe
- Tihomir Trnski - prvi župan Bjelovarsko-bilogorske županije, poginuo u zrakoplovnoj nesreći
- Dubravka Kiđemet - hrvatska streličarka
- Alen Kiđemet - hrvatska streličar, predsjednik Hrvatskog streličarskog saveza od 2009. do 2012. godine

## Znamenitosti
- Pravoslavna crkva sv. Jurja iz 1770. godine. Ikonostas joj je oslikao Josip Hohnjec 1890. godine. U Drugom svjetskom ratu teško su je oštetili ustaški vojnici, a potom je pretvorena u katoličku crkvu. Tada je uništen ikonostas i izvorna oprema crkve. Do 1972. zgrada je bila u teško oronulom stanju te ju je bilo potrebno obnoviti. Tijekom Domovinskoga rata crkva je bila pogođena topništvom, te je zgrada župe opljačkana i zapaljena. Nakon rata crkva je obnovljena.
- Rimokatolička kapela sv. Petra i Pavla
- Ribnjak Narta
- Spomenik NOB u krugu groblja.
- Utvrda Svibovec (Zwybowcz) nalazi se stotinjak metara zapadno od korita rijeke Česme, na prostoru ribnjaka. Utvrda se prvi put spominje 1424. godine kao posjed crkve Sloboština u Korenovu. 1501. godine kupljen je za 5.000 forinti i postao posjed Čazmanskog kaptola. 1540. Svibovec je opljačkan i uništen. Danas je od utvrde sačuvano samo kružno gradište promjera 45 x 50 metera s bedemima.
- Nogometno igralište NK Polet Narta